# Spelaeorchestia koloana
Spelaeorchestia koloana is een vlokreeftensoort uit de familie van de Talitridae. De wetenschappelijke naam van de soort is voor het eerst geldig gepubliceerd in 1974 door Bousfield & Howarth.